# Trimethylbenzole
Die Trimethylbenzole bilden eine Stoffgruppe, deren Struktur aus einem Benzolring mit drei Methylgruppen (–CH3) als Substituenten besteht. Durch deren unterschiedliche Anordnung ergeben sich drei Konstitutionsisomere mit der Summenformel C9H12. Je nach Position spricht man von vic.-, asym.- oder sym.-Trimethylbenzol. Sie gehören auch zur Gruppe der C3-Benzole. Das sym.-Trimethylbenzol Mesitylen ist das bekannteste der drei Isomere.

## Vertreter
Zur Stoffgruppe der Trimethylbenzole gehören:
- Hemellitol (1,2,3-Trimethylbenzol)
- Pseudocumol (1,2,4-Trimethylbenzol)
- Mesitylen (1,3,5-Trimethylbenzol)

| Gefahrensymbol | Gefahrensymbol |

| Gefahrensymbol | Gefahrensymbol |

| Gefahrensymbol | Gefahrensymbol |

| Gefahrensymbol | Gefahrensymbol |

| Gefahrensymbol | Gefahrensymbol |

## Eigenschaften
Die Schmelzpunkte verhalten sich eher uneinheitlich. Ungewöhnlich ist das Mesitylen. Bei dem in dieser Gruppe höchstsymmetrischen Vertreter beträgt der Schmelzpunkt −45 °C und liegt damit von allen drei Isomeren am niedrigsten.